# BGSZC Széchenyi István Kereskedelmi Szakgimnáziuma
A BGSZC Széchenyi István Kereskedelmi Szakgimnáziuma (korábbi nevén Gróf Széchenyi István Községi Felsőkereskedelmi Fiúiskola, illetve Fővárosi Kereskedelmi Iskola) egy nagy múltú budapesti oktatási intézmény.

## Története
A Budapest VIII. kerület, Vas utca 9–11. alatt 1909 és 1910 között épült fel Lajta Béla tervei szerint az iskola épülete. A 48×70 méteres telken elhelyezkedő épület három lépcsőházzal, tornateremmel rendelkezik. Homlokzatát a kötegpillérek által tagolt monumentalitás jellemzi, ajtajai pedig korabeli újdonságként alumíniumból készültek. Lajta első tervén tornyok is szerepeltek a lépcsőházak tetején, ezeknek megvalósításáról azonban a tervező később lemondott. Érdekesség, hogy maga Lajta tervezte az iskola eredeti bútorait, azonban ezek többsége már a második világháború előtt (részben után) kidobásra került, és csak korabeli fényképek őrzik emléküket.

## Galéria

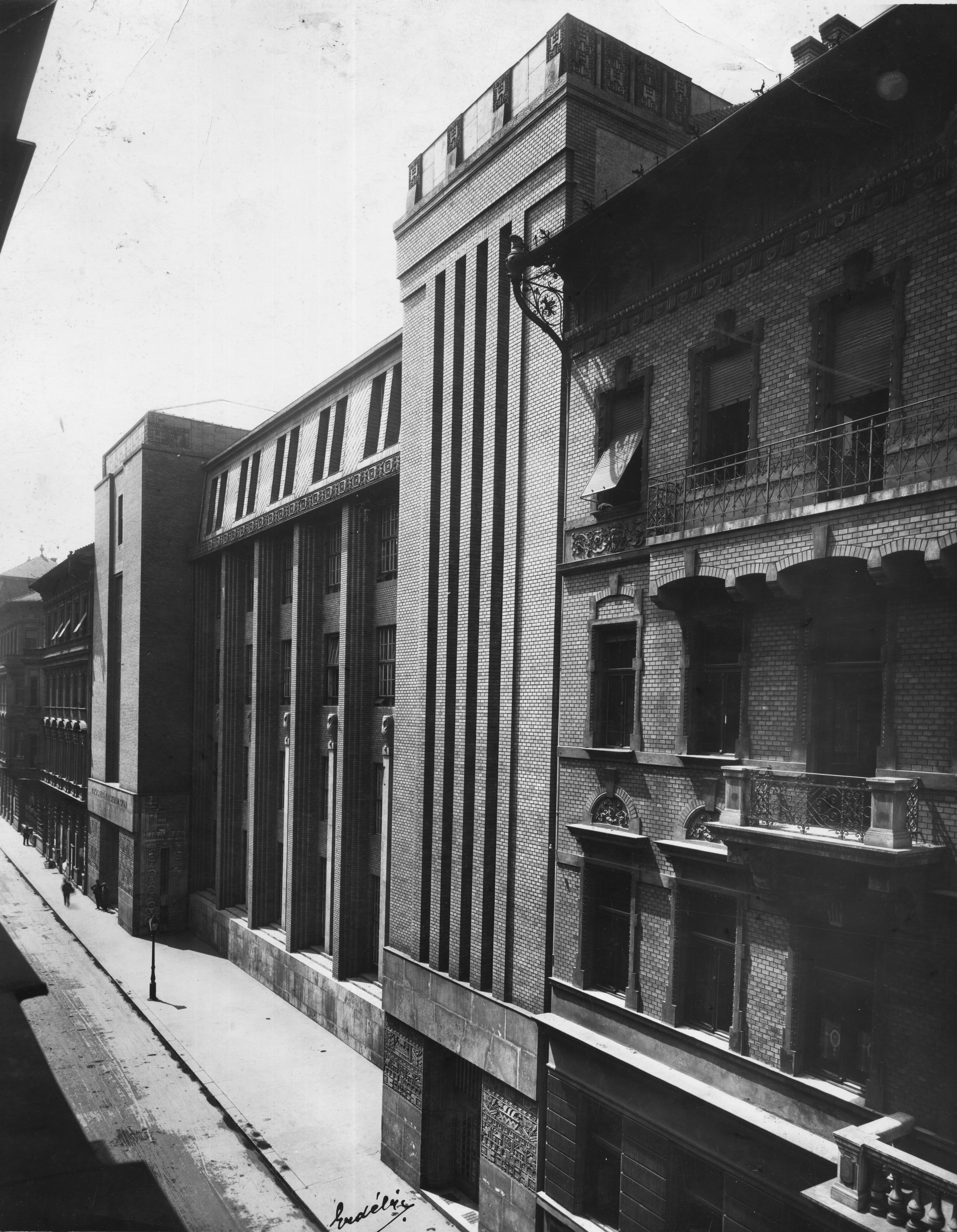
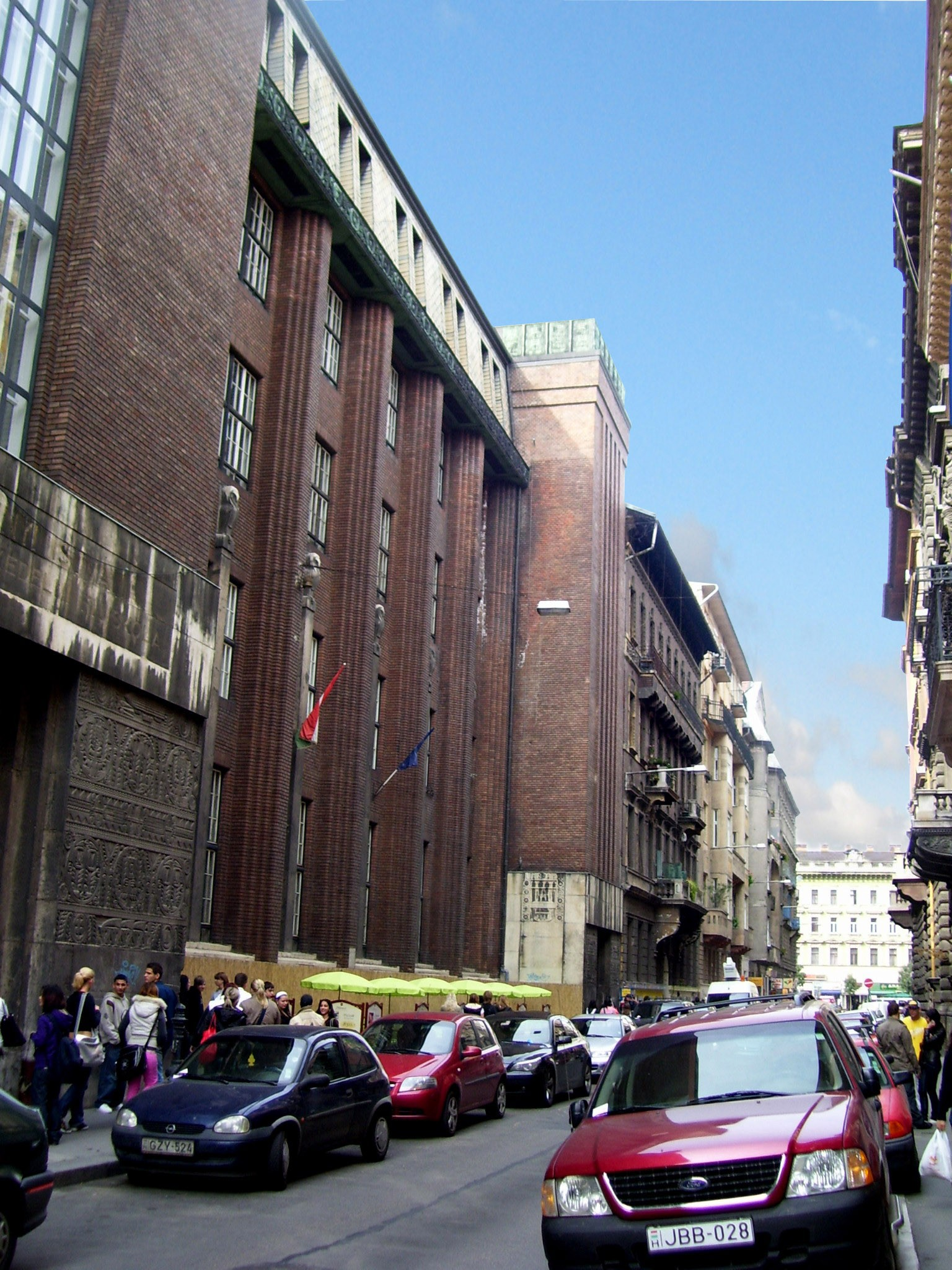
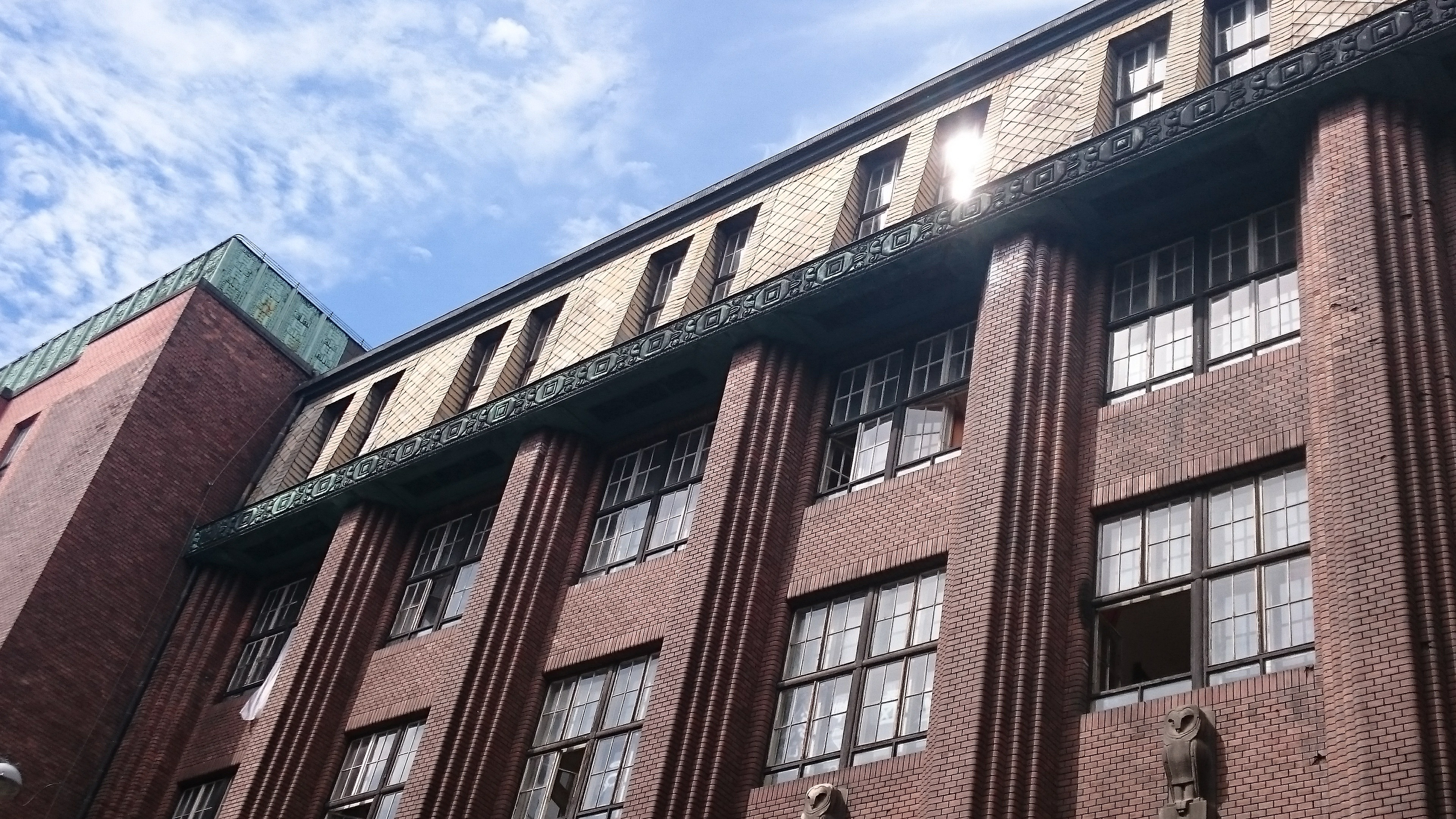
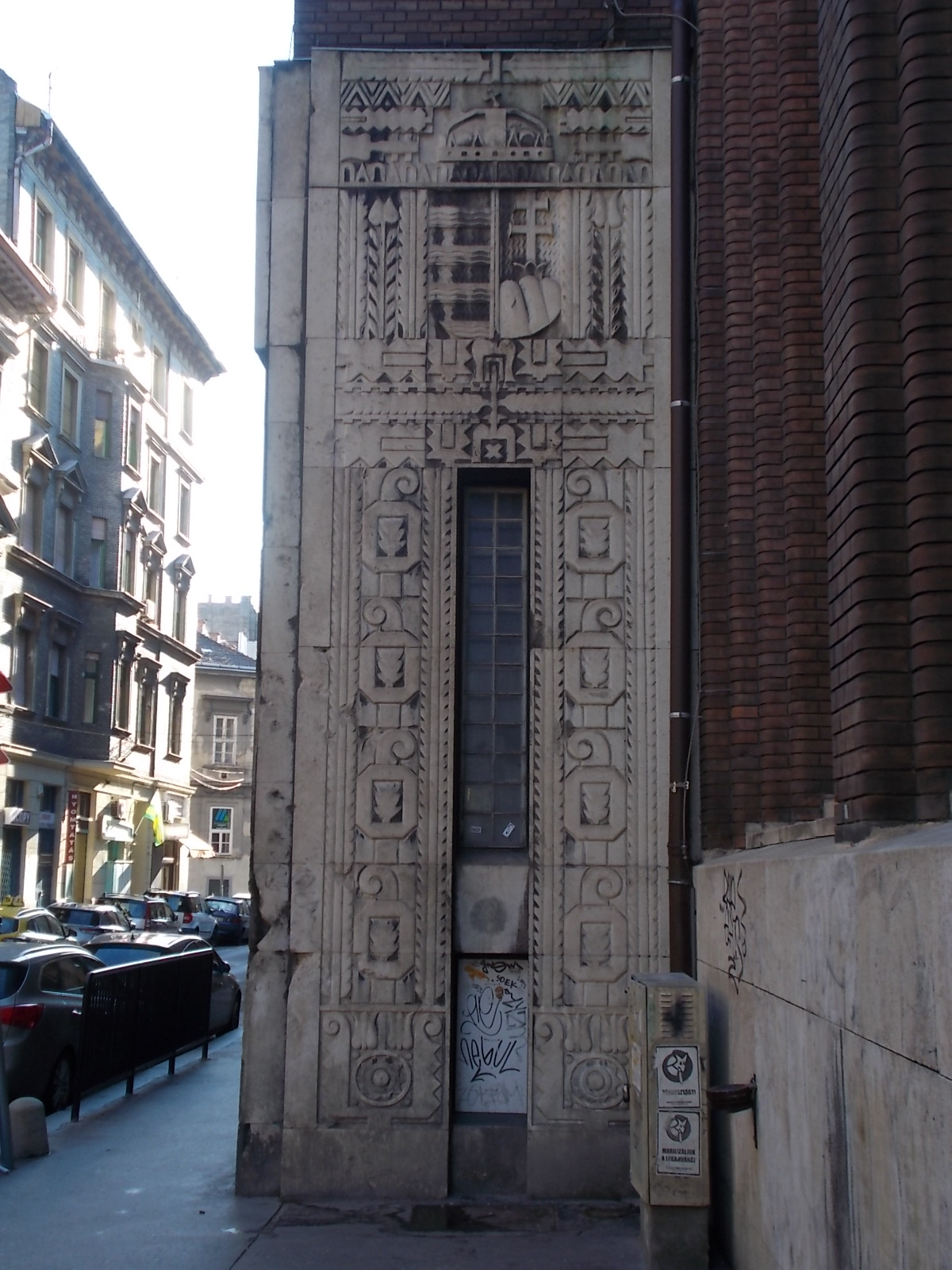
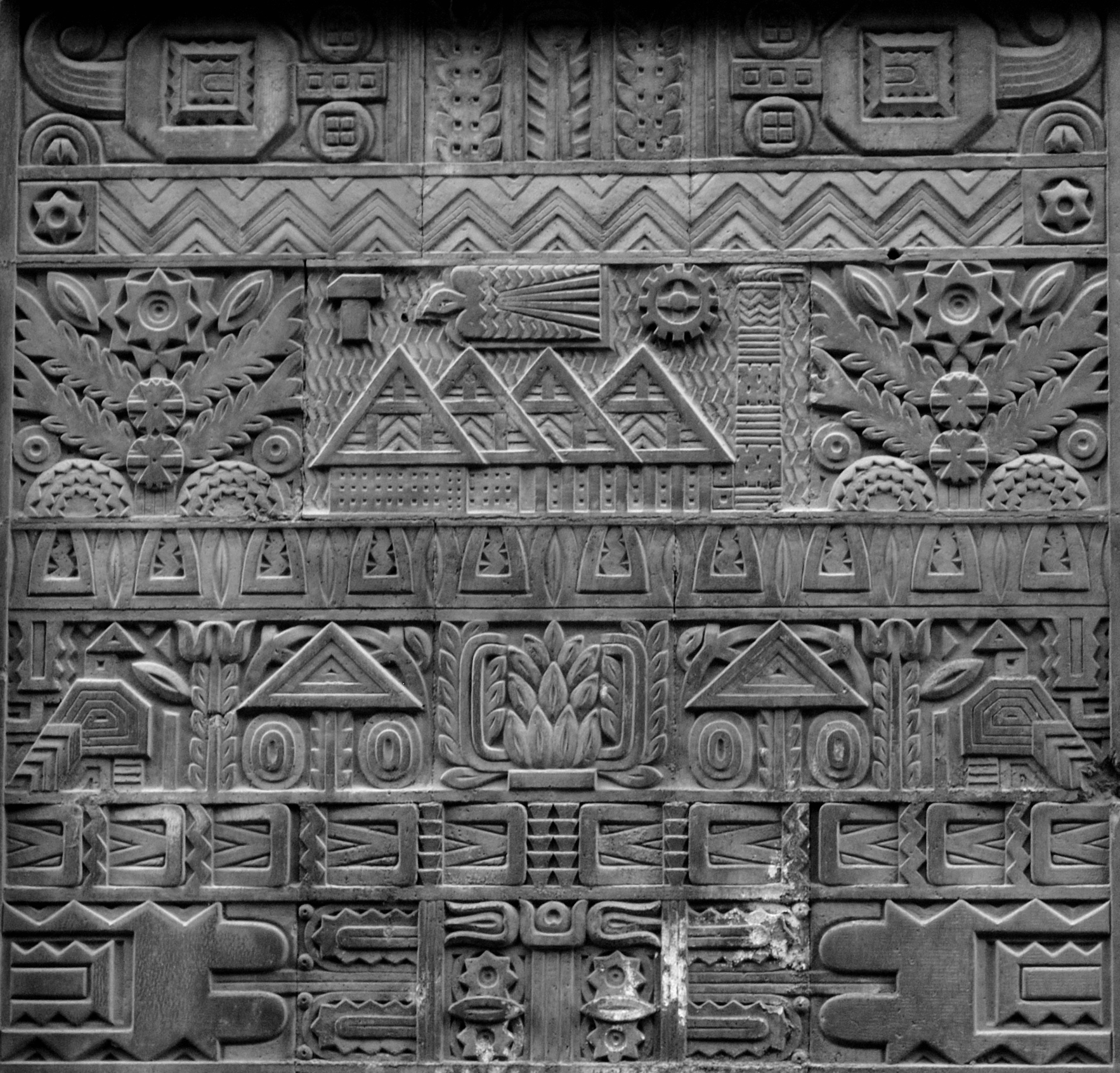
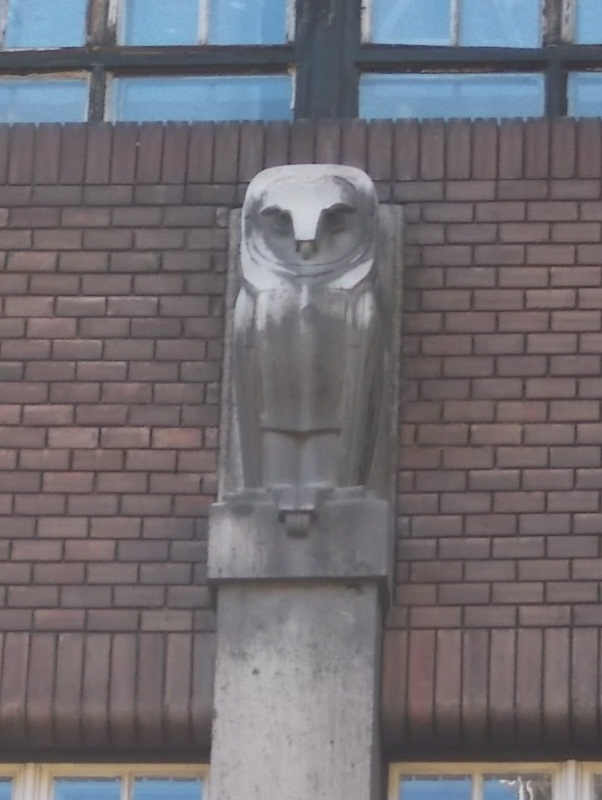
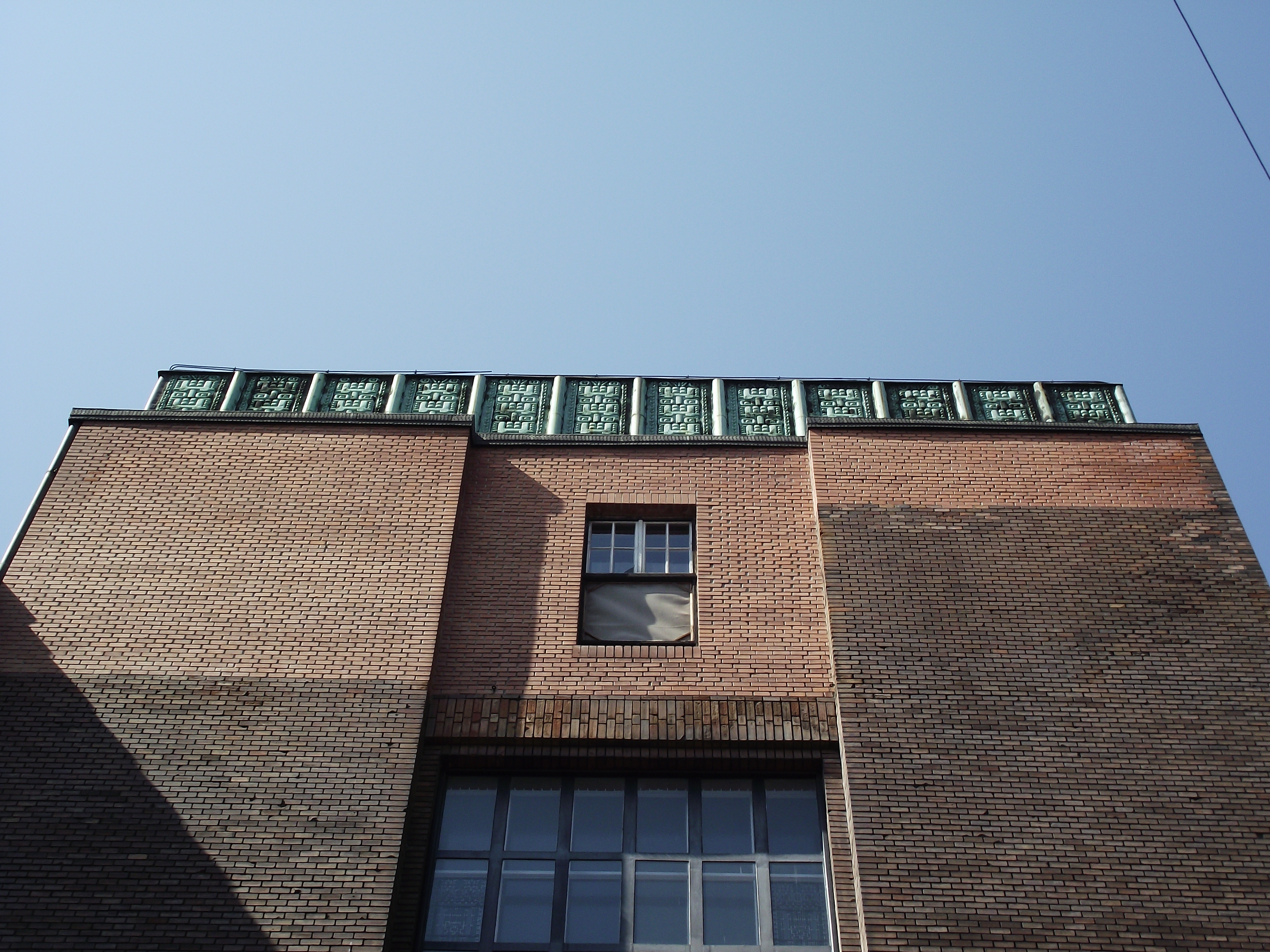
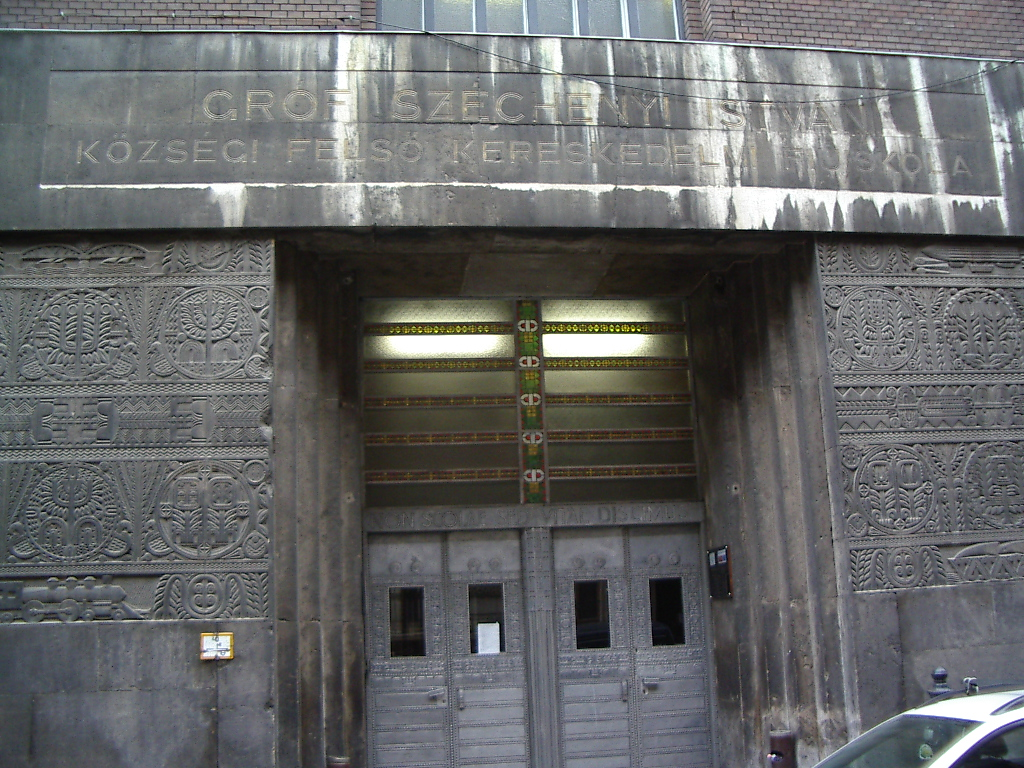
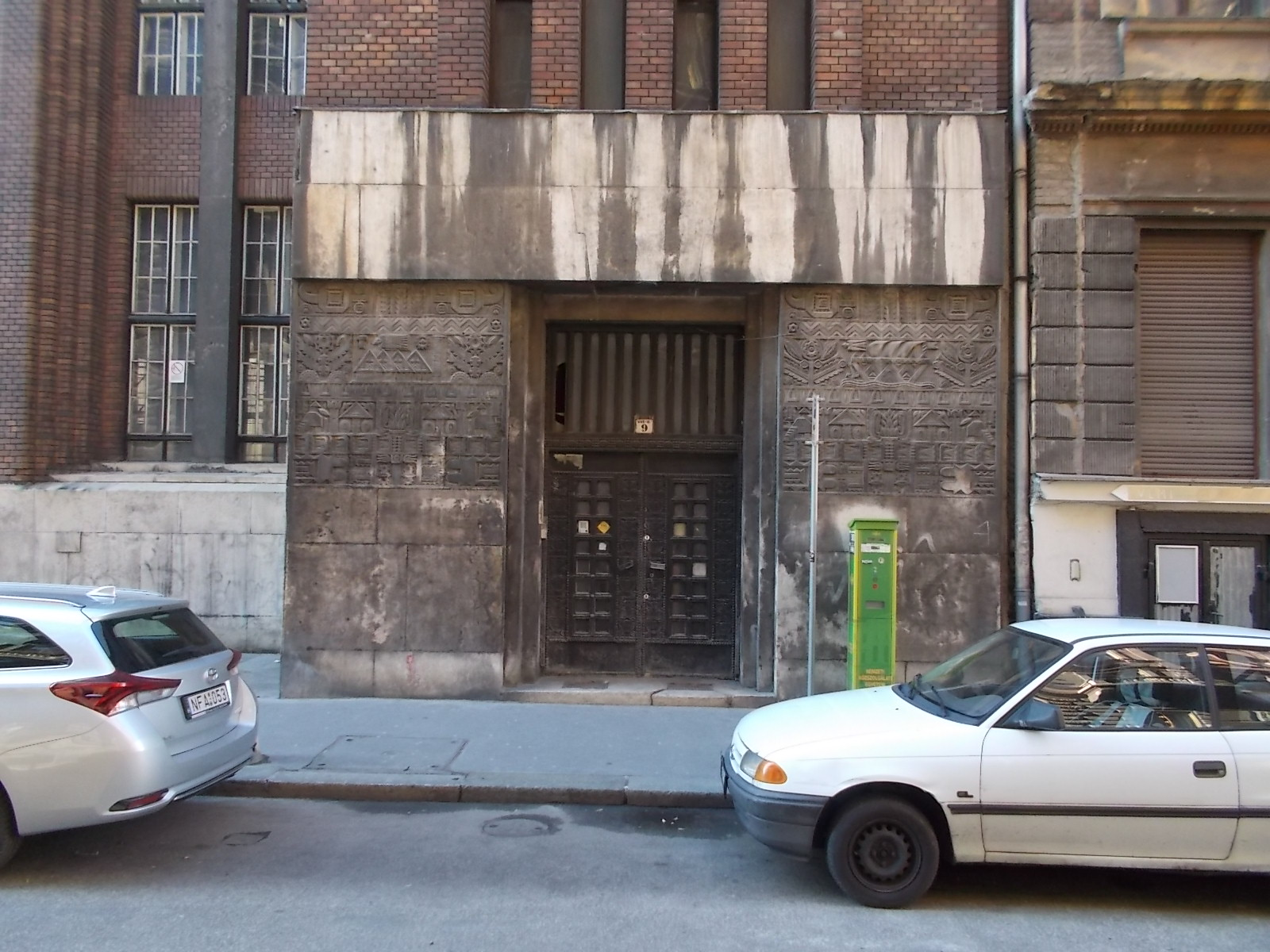